# Amigdalin
| Amigdalin | |
| | |
| | |
| IUPAC-név | [(6-O-β-D-glükopiranozil-β-D-glükopiranozil)oxi](fenil)acetonitril                                  |
| Kémiai azonosítók                                                                                               | |
| CAS-szám | 29883-15-6                                                                                          |
| PubChem | 34751                                                                                               |
| ChemSpider | 570897                                                                                              |
| EINECS-szám | 249-925-3                                                                                           |
| KEGG | C08325                                                                                              |
| MeSH | Amygdalin                                                                                           |
| ChEBI | 17019                                                                                               |
| SMILES | O[C@@H]3[C@@H](O)[C@H](O)[C@@H](CO)O[C@H]3OC[C@H]2O[C@@H](OC(C#N)c1ccccc1)[C@H](O)[C@@H](O)[C@@H]2O |
| InChIKey | XUCIJNAGGSZNQT-JHSLDZJXSA-N                                                                         |
| Beilstein | 66856                                                                                               |
| UNII | 214UUQ9N0H                                                                                          |
| ChEMBL | 461727                                                                                              |
| Kémiai és fizikai tulajdonságok                                                                                 | |
| Kémiai képlet                                                                                                   | C20H27NO11                                                                                          |
| Moláris tömeg                                                                                                   | 457.429                                                                                             |
| Megjelenés | fehér por                                                                                           |
| Sűrűség | 1,59 g/cm³                                                                                          |
| Olvadáspont | 223-226 °C                                                                                          |
| Forráspont | 743,3 °C                                                                                            |
| Oldhatóság (vízben)                                                                                             | 83 g/L                                                                                              |
| Veszélyek | |
| Főbb veszélyek                                                                                                  | Xn                                                                                                  |
| R mondatok | R22                                                                                                 |
| Lobbanáspont | 403,3 °C                                                                                            |
| Ha másként nem jelöljük, az adatok az anyag standardállapotára (100 kPa) és 25 °C-os hőmérsékletre vonatkoznak. | |

Az amigdalin fehér színű por. Vízben és alkoholban jól, éterben alig oldódik.
A természetben is megtalálható ciántartalmú glikozid. Először a mandula (Prunus dulcis) magjából állították elő (amigdalé, ἀμυγδάλη görögül mandulát jelent), de megtalálható a sárgabarack, feketecseresznye, birs és sok más növény magjában és levelében.
Korábban B17-vitaminnak is nevezték, és laetril ill. laetrile néven is forgalmazták mint rák elleni természetgyógyász szert. Magyarországon is lehet találkozni vele még ma is, pedig hatásossága több mint kétséges (lásd alább).

## Reakciók
Kénsav vagy az emulzin nevű enzim hatására benzaldehidre, hidrogén-cianidra és szőlőcukorra bomlik. A keserűmandula magjában található emulzin, ezért a mag összetörésekor szabad cianid is felszabadul.
Sósav hatására mandulasavra, ammóniára és szőlőcukorra (D-glükózra) bomlik.

## Előállítás
A mandula vagy sárgabarack magját etanollal főzik, majd párolják. Az oldathoz étert adva az anyag apró fehér csapadék formájában válik ki.

## Története
Már 1830-ban izolálta Friedrich Wöhler és Justus von Liebig. 1845-ben Oroszországban, majd az 1920-as években az Egyesült Államokban rák ellen használták, de túl mérgezőnek találták. Az 1950-es években egy állítólag nem mérgező szintetikus alakját szabadalmaztatták mint hús tartósítószert. Később ismét rák kezelésére alkalmazták.
Ernst T. Krebs vitaminnak nyilvánította abban a reményben, hogy élelmiszer-kiegészítővé nyilvánítva nem vonatkoznak rá a gyógyszerforgalmazási törvények.

## Rák ellen hatástalan
A szerrel állatkísérleteket végeztek, és kevés bizonyítékot találtak a rákellenes hatásra. Ellenőrzött körülmények közötti emberen végzett klinikai kísérlet nem volt.
A legnagyobb betegszámú vizsgálatot 1982-ben 175 betegen végezték. A kísérlet dokumentációja hiányos, ezért nem minősül ellenőrzöttnek. A betegek 21 napon át injekcióban, azután szájon át kapták az amigdalint vitaminokkal, enzimekkel és diétás előírásokkal. A kezelés végére a betegek felének nőtt a daganata. Néhányan a közérzetük javulásáról számoltak be, ez azonban a kezelés után megszűnt. Hét hónappal a kezelés befejezése után valamennyi betegnek nagyobb volt a daganata, mint a kezelés megkezdése előtt.
Több vizsgálat sem tudta bizonyítani a rák elleni hatását, ezért először nem fogadták el élelmiszer-kiegészítőnek, majd az USA élelmiszer- és gyógyszerminisztériuma 1980-ban rák ellen hatástalannak nyilvánította, sőt, börtönnel fenyegeti azokat, akik rák elleni szerként forgalmazzák („Erősen mérgező, és semmiféle rák elleni hatást nem mutat.”).
Az Országos Gyógyszerészeti Intézet véleménye az amerikaival teljesen egybevág.
Mindezek ellenére sarlatánok jelenleg is alkalmazzák

## Fordítás
Ez a szócikk részben vagy egészben  az   Amygdalin című angol Wikipédia-szócikk fordításán alapul.  Az eredeti cikk szerkesztőit annak laptörténete sorolja fel. Ez a jelzés csupán a megfogalmazás eredetét és a szerzői jogokat jelzi, nem szolgál a cikkben szereplő információk forrásmegjelöléseként.